# Amblystegiaceae
Amblystegiaceae er en familie af mosser. 11 af de cirka 33 slægter findes i Danmark.
| Danske slægter |

- Amblystegium
- Conardia
- Cratoneuron
- Drepanocladus
- Hygroamblystegium
- Hygrohypnum

- Leptodictyum
- Limprichtia
- Palustriella
- Sanionia
- Scorpidium

## Rødlistede arter
- Donrichardsia macroneuron
- Gradsteinia torrenticola[1]

## Note
1. ↑  IUCNs rødliste over planter